# Terremoto de İzmit
El terremoto de İzmit de 1999 (también conocido como el terremoto de Kocaeli o el terremoto de Gölcük, en turco Gölcük depremi) fue un sismo de magnitud 7.4 que sacudió el noroeste de Turquía a las 03:01 a. m. (hora local) del 17 de agosto de 1999. El evento duró 37 segundos, mató a alrededor de 17 000 personas y dejó un saldo de aproximadamente un millón de damnificados sin hogar. Los informes oficiales consideran las pérdidas de 18 300 personas, las fuentes no oficiales consideran las pérdidas de 24 200 personas. La cercana ciudad de İzmit fue la más dañada por el temblor.

## Daños
Un cálculo oficial del gobierno turco del 19 de octubre del mismo año estimó el número de víctimas en 17 127 muertos y 43 959 heridos, pero muchas fuentes sugieren que el número real de muertos sería cercano a 45 000 muertos y un número similar de heridos. Informes del mes de septiembre de 1999 demuestran que 120 000 casas pobremente construidas quedaron dañadas fuera de reparación, 50 000 casas resultaron fuertemente dañadas, otros 2000 edificios colapsaron y otros 4000 edificios resultaron severamente dañados. 300 000 personas quedaron sin hogar tras el temblor.
El sismo afectó severamente esa zona industrializada y densamente poblada área del país, incluyendo refinerías, varias plantas de automóviles y los cuarteles y el arsenal de la Armada turca en la base naval de Gölcük, incrementando gravemente la pérdida de vidas y propiedades. El terremoto causó un incendio subsecuente debido al desplome de una torre en la refinería de Tüpraş que perdió 700 000 toneladas de combustible. Se tomaron varios días para controlar el fuego. El temblor también causó daños considerables en Estambul a unos 70 kilómetros de su epicentro, allí la iglesia de Santa Sofía —del siglo VI y que entonces era un museo— resistió los embates telúricos. Actualmente es una mezquita desde 2020.

## Geología
El terremoto de Izmit causó una ruptura de 150 km de largo extendida desde la ciudad de Düzce atravesando del mar de Mármara a través del golfo de İzmit (Reilinger, et al., 2000). El terremoto ocurrió en la porción occidental de la falla de Anatolia del Norte. Esta, que consiste principalmente de Turquía, tiene un empuje de 2-2.5 cm anuales, pues es el límite entre la placa Euroasiática al norte y las placas Africana y Arábiga al sur. Los mayores terremotos en Turquía son el resultado de esta falla. El sismo causó un tsunami en el mar de Mármara que tuvo 3 metros de altura. 
La destrucción en Estambul se centró especialmente en el distrito Avcılar, que es donde la línea de falla cruza el citado mar. Avcılar estaba ubicado en una zona principalmente compuesta de suelo marino sobre el nivel del fondo haciendo a este distrito vulnerable al terremoto; la ayuda internacional vino de varios países la cual incluyó equipos de rescate, carpas, helicópteros y equipos médicos entre otras cosas.

## Respuesta internacional
Una masiva respuesta internacional fue montada para asistir a los sobrevivientes, heridos y damnificados. Los equipos de rescate fueron despachados de entre 24-48 horas del desastre y la asistencia a los sobrevivientes canalizada por medio de los ONG y la Media Luna Roja.
Resultados de búsqueda y rescate del 19 de agosto de 1999. Fuente: USAID
En total equipos de rescate de 13 países participaron en las labores de rescate; estos fueron Alemania, Austria, Corea del Sur, España, Estados Unidos, Francia, Grecia, Hungría, Israel, Reino Unido, Rumania, Rusia y Suiza. Grecia fue la primera nación en enviar ayuda y apoyo a Turquía. Pocas horas después del terremoto el ministro griego de Relaciones Exteriores contactó a sus contrapartes en Turquía y el ministro hizo sus envíos personales a ese país. El ministro griego del Orden Público fue en un equipo de rescate de 24 personas y 2 perros amaestrados en labores de rescate, así como aviones extinguidores de fuego para ayudar a apagar el incendio en la refinería TUPRAS.
España envió al EMAT-SUR con personal de Sanidad Militar que realizó, entre otras actuaciones, más de siete mil asistencias, cinco partos -tres de ellos por cesárea-  y numerosas intervenciones quirúrgicas en el hospital de campaña que instaló en Gölcük al borde de la carretera E881 junto al mausoleo romano.
El Reino Unido anunció un envío de 50,000 libras esterlinas para auxiliar a la Media Luna Roja Turca, mientras la Cruz Roja y la Media Luna Roja Internacional donó 4.5 millones de libras esterlinas para ayudar a las víctimas. Mantas, equipos médicos y comida del Aeropuerto de Londres-Stansted; ingenieros de Thames Water ayudaron a restaurar el abastecimiento de agua y la India también donó 32,000 carpas y 2 millones de rupias para ayudar en el proceso de reconstrucción.
El presidente de Estados Unidos Bill Clinton y el primer ministro de Pakistán Nawaz Sharif visitaron Estambul e İzmit para examinar el nivel de destrucción y estar con los damnificados.